# Кіркани
Кірка́ни (рум. Chircani) — село в Кагульському районі Молдови, відноситься до комуни Кукоара.